# Максимова Світлана Борисівна
Світлана Борисівна Максимова (нар.. 8 лютого 1958, Харків) — російська поетеса, письменниця, художниця українського походження, музикантка-виконавиця на австралійській трубі діджеріду. Засновниця і керівниця музично-поетичної групи «Этномиф».

## Біографія
Світлана Максимова народилася в Харкові. В 4 роки сім'я переїхала до міста Макіївка Донецької області. Там Світлана закінчила школу і деякий час навчалася на філологічному факультеті Донецького університету. Займалася творчістю для дітей і з дітьми: студії, ляльковий театр. Потім, поїхавши до Москви, вступила до Літературного інституту імені Горького, на семінар Євгена Винокурова. Закінчила інститут у 1987 році, а через рік випустила першу поетичну книгу — «Вільному — воля».
На початку 1990-х років Світлана Максимова прийшла до театральної майстерні Бориса Юхананова. Продовжувала писати, а в 1996 році на кілька місяців опинилася у Венесуелі, де записала мемуари російської емігрантської родини першої хвилі. Там же почала роботу над романом «Венесуельські хроніки або дивні казки маленької Венеції», перша книга якого побачила світ у журналі «Дружба народів» № 10-11 за 2003 рік.
Повернувшись з Південної Америки, Світлана несподівано для себе виявила, що стала володарем премії імені Сергія Єсеніна за 1996 рік, що дозволило видати лауреатську поетичну збірку «Голубичні сни». З того часу у Світлани Максимової вийшло ще кілька літературних збірок (вірші, проза, казки тощо) в оригінальному авторському художньому оформленні.
Крім іншого, захоплюється грою на австралійській трубі діджеріду.

## Книги
- Вольному воля. (Новинки «Современника») М.: Современник, 1988. С. 76 . ISBN 5-270-00191-8
- Рожденные сфинксами. Стихи и графика. (Театр поэтических мистерий) М., СПб.: ИИФ «Дайджест-пресс», 1994. С. 120. ISBN 5-88532-008-X
- Тайное настоящее. Дайджест-Пресс Лтд, 2002. С. 110. ISBN 5-88532-011-X
- Царица радости. М.: Центральный изд. дом, 2008. С. 270. ISBN 978-5-902574-12-5